# Interstate 95 (Massachusetts)
Die Interstate 95 (kurz I-95) ist ein Interstate Highway an der Ostküste der Vereinigten Staaten, der am Atlantik entlang durch mehrere Bundesstaaten von Florida bis Maine führt. In Massachusetts beginnt die Strecke in Attleboro an der Grenze zu Rhode Island und verläuft in nördlicher bzw. nordöstlicher Richtung zunächst bis nach Canton, wo sie sich mit der Route 128 vereint. Sie führt weiter entlang der Außenbereiche der Metropolregion Greater Boston nach Peabody, wo sie sich wieder von der Route 128 trennt und nördlich in Richtung des Merrimack River abzweigt. Die Strecke geht schließlich nördlich von Salisbury in den Bundesstaat New Hampshire über.

## Streckenverlauf

### Von Attleboro bis Canton
Die I-95 überquert die Staatsgrenze von Pawtucket aus als sechsspuriger Highway. Die ersten beiden Ausfahrten 2A und 2B bieten Anschluss an die Massachusetts Route 1A und an den U.S. Highway 1. Die Ausfahrt 1 ist eine nur in südlicher Fahrtrichtung nutzbare Abfahrt zum U.S. Highway 1 in Richtung Rhode Island. Die Ausfahrten 3 bis 5 führen in die Gegend um Attleboro, wobei die Ausfahrt 4 zum nördlichen Ende der Interstate 295 (Rhode Island-Massachusetts) führt.
Die Ausfahrten 6A und 6B in Mansfield bieten Anschluss an die Interstate 495, die in einem Bogen um Boston herumführt und den Zugang nach Worcester, zum Massachusetts Turnpike und in den westlichen Teil von Massachusetts sowie südlich nach Cape Cod ermöglicht. In Mansfield befindet sich unter anderem das Amphitheater Comcast Center im Besitz von Live Nation.
Von dort führt die I-95 weiter nordwärts nach Foxborough, wo das Gillette Stadium über die Ausfahrt 9 erreicht werden kann. Die Interstate verläuft im Anschluss durch Sharon, Walpole und Norwood, bevor sie in Canton auf das südliche Ende der Interstate 93 trifft (Ausfahrt 12).

### Von Canton bis Peabody (Route 128)
An der Kreuzung zur I-93 beginnt auch die identische Streckenführung mit der Massachusetts Route 128. Der Highway führt weiter durch Westwood, Dedham, Needham und Wellesley, wo er bei Ausfahrt 20 einen Abzweig zur Massachusetts Route 9 bietet und sich auf 8 Spuren ausweitet. Es folgen auf der Strecke die Städte Newton und Weston sowie eine Verbindung zum Massachusetts Turnpike an der Ausfahrt 25.
Von dort wendet sich die I-95 nordöstlich nach Waltham und Lexington und bietet an der Ausfahrt 29 Anschluss an den 'oncord Turnpike bzw. die Massachusetts Route 2. Bei Burlington kreuzt die I-95 an der Ausfahrt 32A mit dem U.S. Highway 3, um dann weiter nordöstlich durch Woburn und Reading zu führen.
Dort gibt es erneut eine Verbindung zur I-93, nach der sich die I-95 wieder auf 6 Fahrspuren reduziert und im weiteren Verlauf durch Wakefield, Lynnfield und Peabody führt, wo sich die sechsspurige Route 128 an der Ausfahrt 45 mit dem Ziel Gloucester wieder von der nun nur noch vierspurigen I-95 trennt.

### Von Peabody bis Salisbury
Nachdem die I-95 die Route 128 verlassen hat, verbreitert sie sich auf 8 Fahrspuren und führt weiter nordwärts durch weniger dicht besiedelte Regionen des Bundesstaats. Die Straße führt dabei zu den Orten Danvers, Boxford, Georgetown, Rowley, Danvers, Newbury, West Newbury, Newburyport, Amesbury und Salisbury. Auf diesem etwa 25 mi (40,2 km) langen Teilstück ist die Verkehrsdichte üblicherweise recht gering. Im Zuge der Erneuerung der John Greenleaf Whittier Bridge über den Merrimack River wurde auch die Strecke zwischen der Ausfahrt Nr. 57 bis zur Kreuzung mit der I-495 von 6 auf eine Breite von 8 Fahrspuren erweitert.
Das nördliche Ende der I-495 besteht in einer Y-förmigen Verbindung zur I-95 an deren Ausfahrt 59 kurz vor der Grenze zu New Hampshire. Die Fahrt nach Süden ist an dieser Stelle über die Ausfahrt 58 in Richtung Massachusetts Route 110 West möglich, die zur Ausfahrt 55 der I-495 führt. Die nördlichste Ausfahrt der I-95 in Massachusetts trägt die Nr. 60 und bietet eine Verbindung nach Amesbury und zur Massachusetts Route 286 in Richtung Salisbury Beach bzw. Hampton Beach. Nach einer Unterführung überquert die I-95 die Staatsgrenze nach Seabrook (New Hampshire).

## Geschichte

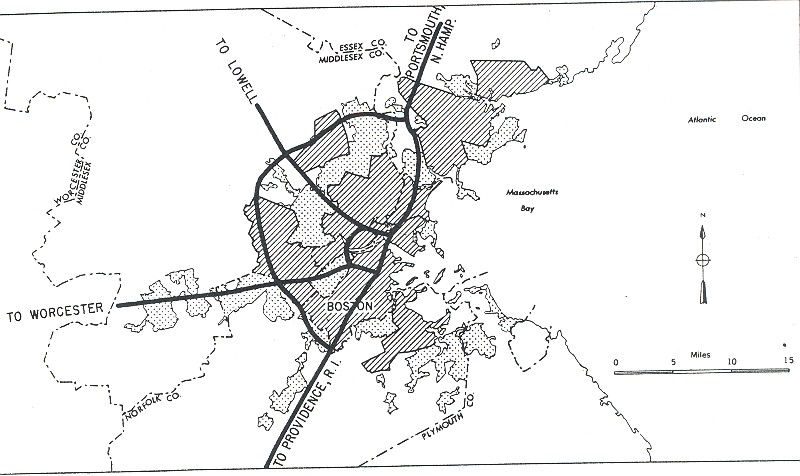
Dieser originale Plan aus dem Yellow Book des Jahres 1955 zeigt die ursprüngliche Streckenführung der I-95 zur I-695, dem damaligen Inner Belt. Die heutige I-95 führt dagegen über den damaligen Outer Belt und heutigen Inner Belt (die I-495 führt noch weiter außerhalb um die Stadt), der ebenfalls auf der Karte eingezeichnet ist.

Die ursprünglichen Pläne sahen vor, die I-95 durch das Stadtzentrum von Boston durch Readville und entlang des Southwest Corridor bis Roxbury zu führen.  Von dort sah der Plan die Weiterführung nach Osten entlang des Southeast Expressway in South Bay vor, um dann nördlich zur Central Artery an der Kreuzung zum Massachusetts Turnpike zu führen. Von dort war die Anbindung an den Northeast Expressway in Charlestown entlang der Ufer des Charles River geplant.
Allerdings wurden im Jahr 1972 vom damaligen Gouverneur Francis W. Sargent alle Pläne für Interstate Highways innerhalb der Streckenführung der Massachusetts Route 128 aufgrund von Anwohnerprotesten (mit Ausnahme der I-93) aufgegeben. Die einzigen durch die Vorgängerorganisationen des Massachusetts Department of Transportation fertiggestellten Teilstücke bestanden im Northeast Expressway von Charlestown nach Saugus (heute Teil des U.S. Highway 1) und der Central Artery, die das Bostoner North End vom Stadtzentrum trennt.
Von 1972 bis 1974 sahen die nun neuen Pläne vor, die I-95 entlang einer nördlichen Verlängerung des Northeast Expressway bis zur Route 128 im nordwestlich gelegenen Danvers zu führen. Zu dieser Zeit führte die I-95 offiziell von Canton nach Braintree und nördlich entlang des Southeast Expressway von Braintree bis Boston, um dann der Central Artery zu folgen und entlang des Northeast Expressway in Boston, Chelsea und Revere weiterzuführen.
Als jedoch die Erweiterung des Northeast Expressway zwischen Saugus und Danvers 1974 aufgegeben wurde, erhielt die Streckenführung der I-95 ihre heutige Form. Die I-93 wurde verlängert, um die I-95 in Canton zu treffen. Auf dem Weg vom Ende des Northeast Expressway bis zum Saugus River in Saugus können noch heute Spuren dieser Pläne gesehen werden – entlang der nicht gebauten Streckenführung von Saugus zur Route 128 stehen ungenutzte Brücken, Auffahrrampen ins Nichts und bereits begradigte, jedoch nicht asphaltierte Fahrbahnen, welche die I-95 aufnehmen sollten.

## Liste der Ausfahrten
| County                                                             | Ort                                                                | Entfernung                                                         | Ausfahrt Nr.                                                       | Anschlussverbindungen                                                 | Bemerkungen |  |
| Staatsgrenze zu Rhode Island Die I-95 führt weiter nach Pawtucket. | Staatsgrenze zu Rhode Island Die I-95 führt weiter nach Pawtucket. | Staatsgrenze zu Rhode Island Die I-95 führt weiter nach Pawtucket. | Staatsgrenze zu Rhode Island Die I-95 führt weiter nach Pawtucket. | Staatsgrenze zu Rhode Island Die I-95 führt weiter nach Pawtucket.    | Staatsgrenze zu Rhode Island Die I-95 führt weiter nach Pawtucket.                                                                                 |  |
| ------------------------------------------------------------------ | ------------------------------------------------------------------ | ------------------------------------------------------------------ | ------------------------------------------------------------------ | --------------------------------------------------------------------- | --- |  |
| Bristol County                                                     | Attleboro                                                          | 0,47 mi (0,8 km)                                                   | 1                                                                  | US 1 South (Broadway) – Pawtucket                                     | Ausfahrt nur in südlicher und Zufahrt nur in nördlicher Fahrtrichtung                                                                              |  |
| Bristol County                                                     | Attleboro                                                          | 1,21 mi (1,9 km)                                                   | 2                                                                  | MA 1A (Newport Avenue) und US 1 – South Attleboro, Pawtucket          | Ausgewiesen als Ausfahrten 2A (südliche Fahrtrichtung) und 2B (nördliche Fahrtrichtung)                                                            |  |
| Bristol County                                                     | Attleboro                                                          | 4,20 mi (6,8 km)                                                   | 3                                                                  | MA 123 – South Attleboro, Attleboro, Norton                           | Ausgewiesen als Ausfahrten 3A (Ost) und 3B (West) in südlicher Fahrtrichtung                                                                       |  |
| Bristol County                                                     | Attleboro                                                          | 5,86 mi (9,4 km)                                                   | 4                                                                  | I-295 South – Woonsocket, Warwick                                     | Ausfahrt nur in südlicher Fahrtrichtung |  |
| Bristol County                                                     | North Attleborough                                                 | 6,92 mi (11,1 km)                                                  | 5                                                                  | MA 152 – North Attleborough, Attleboro                                | Die Straße ist ausgewiesen als Robert F. Toner Boulevard                                                                                           |  |
| Bristol County                                                     | Mansfield                                                          | 11,59 mi (18,7 km)                                                 | 6                                                                  | I-495 – Worcester, Cape Cod                                           | Ausgewiesen als Ausfahrten 6A (südliche Fahrtrichtung) und 6B (nördliche Fahrtrichtung)                                                            |  |
| Norfolk County                                                     | Foxborough                                                         | 12,95 mi (20,8 km)                                                 | 7                                                                  | MA 140 – Foxborough, Mansfield                                        | Ausgewiesen als Ausfahrten 7A (südliche Fahrtrichtung) und 7B (nördliche Fahrtrichtung)                                                            |  |
| Norfolk County                                                     | Sharon                                                             | 16,63 mi (26,8 km)                                                 | 8                                                                  | South Main Street und Mechanic Street – Sharon, Foxborough            | In nördlicher Richtung als South Main Street, in südlicher Richtung sowohl als Mechanic Street und South Main Street ausgewiesen.                  |  |
| Norfolk County                                                     | Sharon                                                             | 19,22 mi (30,9 km)                                                 | 9                                                                  | US 1 und MA 27 – Walpole, Wrentham und Foxborough                     | |  |
| Norfolk County                                                     | Walpole                                                            | 21,05 mi (33,9 km)                                                 | 10                                                                 | Coney Street – Sharon, Walpole                                        | Ausfahrt nur in südlicher und Zufahrt nur in nördlicher Fahrtrichtung                                                                              |  |
| Norfolk County                                                     | Norwood                                                            | 23,28 mi (37,5 km)                                                 | 11                                                                 | Neponset Street – Norwood, Canton                                     | Ausgewiesen als Ausfahrten 11A (östliche Fahrtrichtung) und 11B (westliche Fahrtrichtung)                                                          |  |
| Norfolk County                                                     | Canton                                                             |                                                                    |                                                                    | Dedham Street                                                         | Zufahrt nur in südlicher Fahrtrichtung |  |
| Norfolk County                                                     | Canton                                                             | 26,34 mi (42,4 km)                                                 | 12                                                                 | I-93 North und US 1 North – Braintree, Boston                         | Südliches Ende des identischen Verlaufs der U.S. 1 / Route 128 / I-95                                                                              |  |
| Norfolk County                                                     | Westwood                                                           | 27,44 mi (44,2 km)                                                 | 13                                                                 | University Avenue – Bahnstation der MBTA/Amtrak                       | Ausfahrt nur in nördlicher Fahrtrichtung, in südlicher Fahrtrichtung kommt eine Fahrspur hinzu                                                     |  |
| Norfolk County                                                     | Westwood                                                           | 28,65 mi (46,1 km)                                                 | 14                                                                 | Canton Street und East Street                                         | Kreisverkehr |  |
| Norfolk County                                                     | Westwood                                                           | 29,32 mi (47,2 km)                                                 | 15                                                                 | US 1 South und MA 1A – Norwood, Dedham                                | Nördliches Ende des identischen Verlaufs mit der U.S. 1; ausgewiesen als Ausfahrten 15A (zur Route 1A) und 15B (zur U.S. 1)                        |  |
| Norfolk County                                                     | Dedham                                                             | 30,83 mi (49,6 km)                                                 | 16                                                                 | MA 109 – Westwood, Dedham                                             | Ausgewiesen als Ausfahrten 16A (östliche Fahrtrichtung) und 16B (westliche Fahrtrichtung)                                                          |  |
| Norfolk County                                                     | Dedham                                                             | 32,31 mi (52 km)                                                   | 17                                                                 | MA 135 – Natick, Needham                                              | |  |
| Norfolk County                                                     | Natick, Needham                                                    | 32,77 mi (52,7 km)                                                 | 18                                                                 | Great Plain Avenue – West Roxbury                                     | |  |
| Norfolk County                                                     | Natick, Needham                                                    | 35,54 mi (57,2 km)                                                 | 19                                                                 | Highland Avenue – Needham, Newton Highlands                           | Ausgewiesen als Ausfahrten 19A (östliche Fahrtrichtung) und 19B (westliche Fahrtrichtung)                                                          |  |
| Norfolk County                                                     | Wellesley                                                          | 36,61 mi (58,9 km)                                                 | 20                                                                 | MA 9 – Framingham, Worcester, Brookline, Boston                       | Ausgewiesen als Ausfahrten 20A (östliche Fahrtrichtung) und 20B (westliche Fahrtrichtung)                                                          |  |
| Middlesex County                                                   | Newton                                                             | 37,98 mi (61,1 km)                                                 | 21                                                                 | MA 16 – Wellesley, Newton, West Newton, Waban                         | Ausgewiesen als Ausfahrten 21A (östliche Fahrtrichtung) und 21B (westliche Fahrtrichtung)                                                          |  |
| Middlesex County                                                   | Newton                                                             | 38,32 mi (61,7 km)                                                 | 22                                                                 | Grove Street – MBTA-Station Riverside                                 | |  |
| Middlesex County                                                   | Weston                                                             | 38,78 mi (62,4 km)                                                 | 23                                                                 | Recreation Road                                                       | Ausfahrt und Zufahrt nur in nördlicher Fahrtrichtung                                                                                               |  |
| Middlesex County                                                   | Weston                                                             | 39,05 mi (62,8 km)                                                 | 25                                                                 | I-90 – Massachusetts Turnpike                                         | Tatsächlich liegt in Fahrtrichtung Norden die Ausfahrt 25 vor der Ausfahrt 24                                                                      |  |
| Middlesex County                                                   | Weston                                                             | 39,21 mi (63,1 km)                                                 | 24                                                                 | MA 30 – Wayland, Newton                                               | |  |
| Middlesex County                                                   | Waltham                                                            | 41,21 mi (66,3 km)                                                 | 26                                                                 | US 20 – Weston, Waltham                                               | Kreisverkehr |  |
| Middlesex County                                                   | Waltham                                                            | 43,08 mi (69,3 km)                                                 | 27                                                                 | Wyman Street, Winter Street, Totten Pond Road – Waltham               | Ausgewiesen als Ausfahrten 27A (östliche Fahrtrichtung) und 27B (westliche Fahrtrichtung)                                                          |  |
| Middlesex County                                                   | Waltham                                                            | 44,34 mi (71,4 km)                                                 | 28                                                                 | Trapelo Road – Lincoln, Belmont                                       | Ausgewiesen als Ausfahrten 28A (östliche Fahrtrichtung) und 28B (westliche Fahrtrichtung)                                                          |  |
| Middlesex County                                                   | Lexington                                                          | 45,23 mi (72,8 km)                                                 | 29                                                                 | MA 2 – Acton, Fitchburg, Arlington, Cambridge                         | Ausgewiesen als Ausfahrten 29A (östliche Fahrtrichtung) und 29B (westliche Fahrtrichtung)                                                          |  |
| Middlesex County                                                   | Lexington                                                          | 46,29 mi (74,5 km)                                                 | 30                                                                 | MA 2A – Concord, Hanscom Field, East Lexington                        | Ausgewiesen als Ausfahrten 30A (östliche Fahrtrichtung) und 30B (westliche Fahrtrichtung)                                                          |  |
| Middlesex County                                                   | Lexington                                                          | 48,50 mi (78,1 km)                                                 | 31                                                                 | MA 4 und MA 225 – Bedford, Lexington                                  | Ausgewiesen als Ausfahrten 31A (südliche/östliche Fahrtrichtung) und 31B (nördliche/westliche Fahrtrichtung)                                       |  |
| Middlesex County                                                   | Burlington                                                         | 49,86 mi (80,2 km)                                                 | 32A                                                                | US 3 North – Lowell                                                   | Südliches Ende des identischen Verlaufs mit der U.S. 3                                                                                             |  |
| Middlesex County                                                   | Burlington                                                         | 49,86 mi (80,2 km)                                                 | 32B                                                                | Middlesex Turnpike – Burlington, Arlington                            | |  |
| Middlesex County                                                   | Burlington                                                         | 51,56 mi (83 km)                                                   | 33                                                                 | US 3 South und MA 3A – Burlington, Winchester                         | Nördliches Ende des identischen Verlaufs mit der U.S. 3; ausgewiesen als Ausfahrten 33A (südliche Fahrtrichtung) und 33B (nördliche Fahrtrichtung) |  |
| Middlesex County                                                   | Burlington                                                         | 52,43 mi (84,4 km)                                                 | 34                                                                 | Winn Street – Burlington, Woburn                                      | |  |
| Middlesex County                                                   | Woburn                                                             | 53,53 mi (86,1 km)                                                 | 35                                                                 | MA 38 – Wilmington, Woburn                                            | Kreisverkehr |  |
| Middlesex County                                                   | Woburn                                                             | 54,92 mi (88,4 km)                                                 | 36                                                                 | Washington Street – Reading, Woburn                                   | |  |
| Middlesex County                                                   | Reading                                                            | 55,51 mi (89,3 km)                                                 | 37                                                                 | I-93 – Concord, New Hampshire, Boston                                 | Ausgewiesen als Ausfahrten 37A (südliche Fahrtrichtung) und 37B (nördliche Fahrtrichtung)                                                          |  |
| Middlesex County                                                   | Reading                                                            | 56,36 mi (90,7 km)                                                 | 38                                                                 | MA 28 – Reading, Stoneham                                             | Ausgewiesen als Ausfahrten 38A (südliche Fahrtrichtung) und 38B (nördliche Fahrtrichtung)                                                          |  |
| Middlesex County                                                   | Wakefield                                                          | 57,57 mi (92,6 km)                                                 | 39                                                                 | North Avenue – Reading, Wakefield                                     | |  |
| Middlesex County                                                   | Wakefield                                                          | 58,32 mi (93,9 km)                                                 | 40                                                                 | MA 129 – Wilmington, Wakefield                                        | Kreisverkehr |  |
| Essex County                                                       | Lynnfield                                                          | 59,09 mi (95,1 km)                                                 | 41                                                                 | Main Street – Lynnfield, Wakefield                                    | |  |
| Middlesex County                                                   | Wakefield                                                          | 60,65 mi (97,6 km)                                                 | 42                                                                 | Salem Street – Wakefield                                              | |  |
| Essex County                                                       | Lynnfield                                                          | 61,30 mi (98,7 km)                                                 | 43                                                                 | Walnut Street – Lynnfield, Saugus                                     | |  |
| Essex County                                                       | Lynnfield                                                          | 62,69 mi (100,9 km)                                                | 44                                                                 | US 1 und MA 129 – Danvers, Boston                                     | Ausgewiesen als Ausfahrten 44A (südliche/westliche Fahrtrichtung) und 44B (nördliche/östliche Fahrtrichtung)                                       |  |
| Essex County                                                       | Peabody                                                            | 62,69 mi (100,9 km)                                                | 44                                                                 | US 1 und MA 129 – Danvers, Boston                                     | Ausgewiesen als Ausfahrten 44A (südliche/westliche Fahrtrichtung) und 44B (nördliche/östliche Fahrtrichtung)                                       |  |
| Essex County                                                       | 64,42 mi (103,7 km)                                                | 45                                                                 | MA 128 North – Gloucester                                          | Nördliches Ende des identischen Verlaufs mit der Route 128            | |  |
| Essex County                                                       | 66,13 mi (106,4 km)                                                | 46                                                                 | US 1 South – Boston                                                | Ausfahrt nur in südlicher und Zufahrt nur in nördlicher Fahrtrichtung | |  |
| Essex County                                                       | Danvers                                                            | 67,11 mi (108 km)                                                  | 47                                                                 | MA 114 – Middleton, Peabody                                           | Ausfahrt in südlicher Fahrtrichtung über Ausfahrt 50; ausgewiesen als Ausfahrten 47A (östliche Fahrtrichtung) und 47B (westliche Fahrtrichtung)    |  |
| Essex County                                                       | Danvers                                                            | 67,74 mi (109 km)                                                  | 48                                                                 | Centre Street – Danvers                                               | Ausfahrt und Zufahrt nur in südlicher Fahrtrichtung                                                                                                |  |
| Essex County                                                       | Danvers                                                            | 68,76 mi (110,7 km)                                                | 49                                                                 | MA 62 – Middleton, Danvers                                            | Ausfahrt in südlicher Fahrtrichtung über Ausfahrt 50                                                                                               |  |
| Essex County                                                       | Danvers                                                            | 69,65 mi (112,1 km)                                                | 50                                                                 | US 1 – Topsfield                                                      | |  |
| Essex County                                                       | Boxford                                                            | 72,06 mi (116 km)                                                  | 51                                                                 | Endicott Road – Middleton, Topsfield                                  | |  |
| Essex County                                                       | Boxford                                                            | 73,76 mi (118,7 km)                                                | 52                                                                 | Topsfield Road – Boxford, Topsfield                                   | |  |
| Essex County                                                       | Boxford                                                            | 75,98 mi (122,3 km)                                                | 53                                                                 | MA 97 – Georgetown, Topsfield                                         | Ausgewiesen als Ausfahrten 53A (südliche Fahrtrichtung) und 53B (nördliche Fahrtrichtung)                                                          |  |
| Essex County                                                       | Georgetown, Rowley                                                 | 77,83 mi (125,3 km)                                                | 54                                                                 | MA 133 – Georgetown, Rowley                                           | Ausgewiesen als Ausfahrten 54A (östliche Fahrtrichtung) und 54B (westliche Fahrtrichtung)                                                          |  |
| Essex County                                                       | Newbury                                                            | 81,32 mi (130,9 km)                                                | 55                                                                 | Central Street – Byfield, Newbury                                     | |  |
| Essex County                                                       | West Newbury                                                       | 83,14 mi (133,8 km)                                                | 56                                                                 | Scotland Road – West Newbury, Newbury                                 | |  |
| Essex County                                                       | Newburyport                                                        | 85,82 mi (138,1 km)                                                | 57                                                                 | MA 113 – West Newbury, Newburyport                                    | |  |
| Essex County                                                       | Amesbury                                                           | 87,91 mi (141,5 km)                                                | 58                                                                 | MA 110 – Amesbury, Salisbury                                          | Ausgewiesen als Ausfahrten 58A (östliche Fahrtrichtung) und 58B (westliche Fahrtrichtung)                                                          |  |
| Essex County                                                       | Salisbury                                                          | 88,76 mi (142,8 km)                                                | 59                                                                 | I-495 – Worcester                                                     | Ausfahrt in nördlicher Richtung über Ausfahrt 58B                                                                                                  |  |
| Essex County                                                       | Salisbury                                                          | 90,03 mi (144,9 km)                                                | 60                                                                 | MA 286 – Salisbury                                                    | |  |
| Staatsgrenze zu New Hampshire Die I-95 führt weiter nach Seabrook. |                                                                    |                                                                    |                                                                    |                                                                       | |  |